# Tinkara Kovač

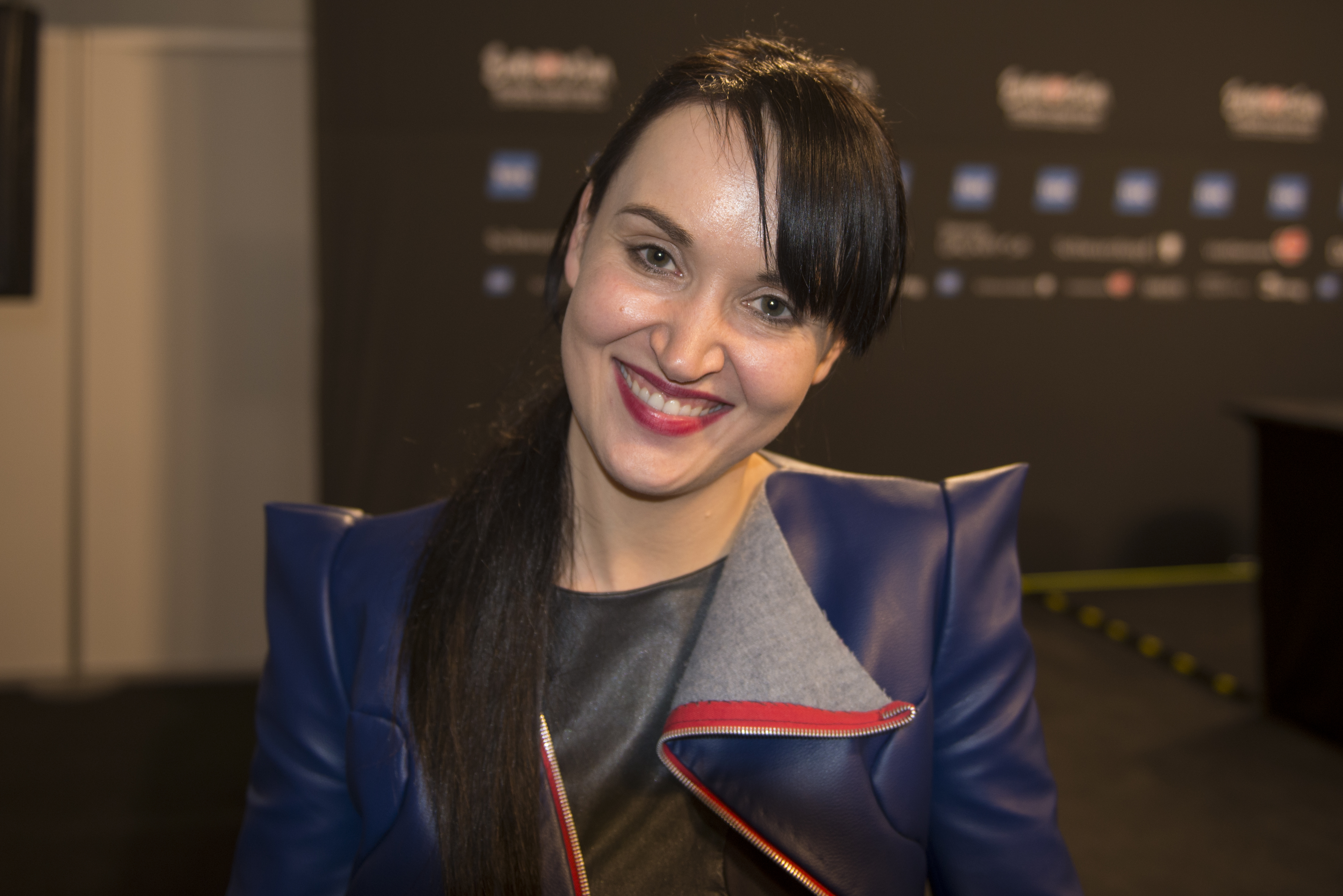
Tinkara Kovač (2014)

Tinkara Kovač (* 3. September 1978 in Koper) ist eine slowenische Rock- und Pop-Sängerin und Flötistin.

## Karriere
Kovač studierte klassische Flöte am Konservatorium von Triest. 1997 veröffentlichte sie ihr erstes Album, mit dem sie den Zlati-Petelin-Preis, den wichtigsten Musikpreis Sloweniens, gewann. Im selben Jahr beteiligte sie sich an dem Projekt Terry mystica, einem Crossover von Weltmusik, Jazz und Rock, für das sie zwei weitere Zlati-Petelin-Preise erhielt.
Auch ihr zweites, 1999 erschienenes Album wurde mehrfach ausgezeichnet und gewann internationale Aufmerksamkeit. Ihr drittes Album veröffentlichte Kovač, die inzwischen auch zunehmend als Komponistin und Texterin ihrer Titel aktiv war, bei der slowenischen EMI-Tochter Dallas Records. Sie gab zu der Zeit bis zu 50 Konzerte im Jahr und trat mit Carlos Núñez im deutschen Fernsehen auf.
Sie arbeitete dann mit Musikern wie Massimo Bubola und Paul Millns. Ein Song ihres Albums O-Range wurde bei der International Songwriting Competition von einer Jury, der u. a. Pat Metheny, B. B. King, Rob Thomas, Nile Rodgers, Arif Mardin und Jimmy Bralower angehörten, unter die zehn besten Titel in der Kategorie Pop-Rock gewählt.
Nach einem Konzert mit Ian Anderson 2004 war Kovač special guest auf einer Konzerttournee von Jethro Tull durch Italien, Kroatien, Österreich und Deutschland. 2005 trat sie mit der italienischen Sängerin Elisa Toffoli bei einem Koncert na meji auf der italienisch-slowenischen Grenze in Gorizia auf, im selben Jahr hatte sie auf dem Petersplatz in Rom einen Auftritt als Soloflötistin mit dem Sinfonieorchester des Vatikans vor 185.000 Zuhörern.
2007 erschien Kovačs fünftes Album aQa mit Ian Anderson als Gast.
Am 8. März 2014 gewann Kovač mit dem Lied Spet (Round and Round) den slowenischen Vorentscheid zum Eurovision Song Contest 2014 Evrovizijska melodija und vertrat somit Slowenien beim Musikwettbewerb in Kopenhagen. Sie erreichte dort den vorletzten Platz im Finale.
Tinkara Kovač ist Mutter von zwei Töchtern.

## Diskografie
- 1997: Ne Odhaja Poletje
- 1999: Košček Neba
- 2001: Na Robu Kroga
- 2003: O-Range
- 2004: Enigma
- 2007: aQa
- 2009: The Best Of Tinkara
- 2012: Rastemo
- 2013: Zazibanke
- 2014: Round and Round/Spet
- 2016: Dober dan, življenje
- 2017: Cuori di ossigeno